# Зачарана шума
Зачарана шума (енгл. Into the Woods) амерички је филм из 2014. који представља екранизацију истоименог Бродвејског мјузикла. Режију потписује Роб Маршал, док је за писање сценарија био задужен Џејмс Лапин, који је заједно са Стивеном Сондхајмом креирао оригинални мјузикл. Филм је наишао на претежно позитивне реакције критичара и био је номинован за три Оскара и три Златна глобуса укључујући награду у категороји "Најбоља глумица у споредној улози" (Мерил Стрип).

## Главне улоге
| Глумац            | Улога             |
| ----------------- | ----------------- |
| Мерил Стрип       | Вештица           |
| Емили Блант       | Пекарка           |
| Џејмс Корден      | Пекар             |
| Ана Кендрик       | Пепељуга          |
| Крис Пајн         | Пепељугин принц   |
| Трејси Улман      | Џекова мајка      |
| Кристина Барански | Пепељугина маћеха |
| Џони Деп          | Вук               |
| Лила Крофорд      | Црвенкапа         |
| Данијел Хатлстоун | Џек               |
| Макензи Мози      | Златокоса         |
| Били Магнусен     | Златокосин принц  |
| Тами Бланчард     | Флоринда          |
| Луси Панч         | Лусинда           |